# Tricyphona tacoma
Tricyphona (Tricyphona) tacoma là một loài ruồi trong họ Pediciidae. Chúng phân bố ở vùng sinh thái Nearctic.